# 생캉트네르 공원

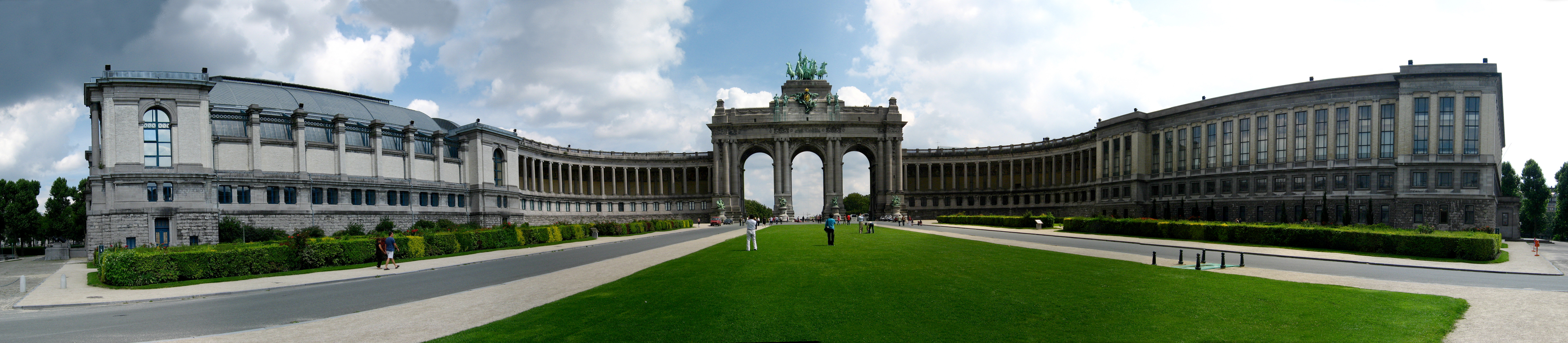
파노라마로 촬영된 생캉트네르 아치

생캉트네르 공원(프랑스어: Parc du Cinquantenaire 파르크 뒤 생캉트네르[*], 네덜란드어: Jubelpark 유벨파르크[*])은 벨기에 브뤼셀의 공원이다. 1880년 벨기에 독립 50주년을 기념하기 위한 차원에서 건설되었다.